# Albatros (czeskie wydawnictwo)
Albatros – czeskie wydawnictwo książkowe. Wydało m.in. serię książeczek o Kreciku z polskim tekstem. Pod nazwą Albatros Plus wydaje książki dla dorosłych.
Pierwotnie funkcjonowało pod nazwą SNDK (Státní nakladatelství dětské knihy „Państwowe wydawnictwo książek dla dzieci”). Od 1969 nosi nazwę Albatros. Obecnie działa jako Albatros nakladatelství, právní nástupce a.s., która jest częścią grupy Albatros Media a.s.